# Ajuntament de Benidorm
L'Ajuntament de Benidorm és l'administració pública local que governa i representa els interessos de la ciutat i municipi de Benidorm. Els seus responsables polítics són escollits per sufragi universal pels ciutadans de Benidorm amb dret a vot, en eleccions celebrades cada quatre anys. Actualment el sistema de règim municipal està constituït per la Llei de Bases del Règim Local de 1985 i, amb caràcter supletori, pel Reial Decret legislatiu de 1986.
Els òrgans bàsics a tots els ajuntaments són l'alcalde, els tinents d'alcalde, el ple i la comissió de govern.
El ple, integrat per tots els regidors, és presidit per l'alcalde, i li corresponen les funcions de major transcendència municipal, en particular el control i la fiscalització dels òrgans de govern. Les seues sessions són públiques.
La comissió de govern està integrada per l'alcalde i un nombre de regidors no superior a la tercera part d´aquests nomenats i destituïts, lliurement, per l'alcalde. A la comissió assisteix l'alcalde i té les atribucions que aquest i el ple l'hi deleguen.
Actualment, l'alcalde de Benidorm és en Antonio Pérez Pérez, membre del Partit Popular de la Comunitat Valenciana (PPCV).

## Composició actual
La composició de l'assemblea local per a la legislatura 2019-2023 és la següent:
| PP | PSOE | C's                                                             |
| 1. Antonio Pérez Pérez 2. Ana Pellicer Pérez 3. José Ramón González de Zárate Unamuno 4. Aida García Mayor 5. Lorenzo Martínez Sola 6. Mónica Gómez López 7. Jesús Carrobles Blanco 8. Angela Llorca Seguí 9. Maria Lourdes Caselles Doménech 10. Jaime Jesús Pérez Esteban 11. Maria Dolores Cebreros Moral 12. Maria Teresa Moreno García-Vera 13. Ángela María Zaragozí Martínez | 1. Rubén Martínez Gutierrez 2. Francisca Gómez García 3. Bernardo Mira Estirado 4. Cristina Escoda Santamaría 5. Daniel Luque Rísquez 6. María Teresa Águila Santos 7. Conrado Hernández Álvarez 8. Ana María Cañadas Martínez 9. José Enrique Ripoll Lerbet 10. María Luz Navarro Fuster | 1. Juan Francisco Balastegui Forrat 2. Anastasia Pérez Sebastiá |

## Llista d'alcaldes
Tot seguit s'exposa una llista dels alcaldes del municipi de l'etàpa democràtica i alguns de la prèvia:
| #                    | Alcalde                | Inici del mandat | Fi del mandat | Partit | Partit   |
| ?                    | Manuel Orts Cano       | 1899             | ?             |        | PLC      |
| ?                    | Pedro Zaragoza Orts    | 1950             | 1966          |        | FET-JONS |
| ?                    | Rafael Ferrer Melià    | 1978             | 1979          |        | PNPV     |
| Etàpa constitucional |                        |                  |               |        |          |
| I                    | José Such Ortega       | 1979             | 1983          |        | UCD      |
| II                   | Manuel Catalán Chana   | 1983             | 1991          |        | PSOE     |
| III                  | Eduardo Zaplana        | 1991             | 1994          |        | PP       |
| IV                   | Vicent Pérez Devesa    | 1994             | 2006          |        | PP       |
| V                    | Manuel Pérez Fenoll    | 2006             | 2009          |        | PP       |
| VI                   | Agustín Navarro Alvado | 2009             | 2015          |        | PSOE     |
| VII                  | Antonio Pérez          | 2015             | -             |        | PP       |

## Històric electoral
L'evolució en el repartiment dels regidors per partits polítics des de les eleccions municipals de 1979 és la següent:
| Històric de regidors a l'ajuntament de Benidorm |               |      |      |      |      |      |      |      |      |      |      |      |
| Candidatura                                     | Candidatura   | 1979 | 1983 | 1987 | 1991 | 1995 | 1999 | 2003 | 2007 | 2011 | 2015 | 2019 |
|                                                 | AP / PP       | 1    | 6**  | 2    | 10   | 12   | 14   | 14   | 13   | 11   | 8    | 13   |
|                                                 | PSPV-PSOE     | 7    | 12   | 10   | 11   | 7    | 11   | 11   | 12   | 11   | 7    | 10   |
|                                                 | ALBEN / Cs    |      |      |      |      |      |      |      |      | 0    | 3    | 2    |
|                                                 | UPV/Bloc/Comp | 1    | 2    | *    | 0    | 0    | 0    | 0    | 0    | 0    | 2    | 0    |
|                                                 | PCE/EUPV      | 2    | 0    | 0*   | 0    | 2    | 0    | 0    | 0    |      | 0    | 0    |
|                                                 | CBM           |      |      |      |      |      |      |      |      |      | 3    |      |
|                                                 | CDL / L       |      |      |      |      |      |      |      |      | 3    | 2    |      |
|                                                 | CDS           |      | 0    | 1    | 0    |      |      |      |      |      |      |      |
|                                                 | PDP-CV        |      | **   | 7    |      |      |      |      |      |      |      |      |
|                                                 | AIB           | 3    | 1    |      |      |      |      |      |      |      |      |      |
|                                                 | UCD           | 7    |      |      |      |      |      |      |      |      |      |      |
| Fonts: Ministeri de l'Interior                  |               |      |      |      |      |      |      |      |      |      |      |      |